# Switłana Dorsman
Switłana Wołodymyriwna Dorsman, (ukr. Світлана Володимирівна Дорсман); z d. Lidiajewa (ur. 11 grudnia 1993 w Mariupolu) – ukraińska siatkarka, grająca na pozycji środkowej. W sezonach 2019/2020 i 2020/2021 występowała w rosyjskiej drużynie Indiezit Lipieck, następnie w ukraińskim zespole WK Prometej Dnipro (z obwodu dniepropetrowskiego), który jednak od czasu pełnoskalowej agresji Rosji na Ukrainę brał udział w rozgrywkach ligi czeskiej, a później rumuńskiej. Klub przestał istnieć w sierpniu 2024.
W Polsce grała w sezonie 2018/2019 w zespole KSZO Ostrowiec Świętokrzyski oraz od sezonu 2024/2025 w zespole Metalkas Pałac Bydgoszcz.

## Sukcesy klubowe
Mistrzostwo Ukrainy:
- 2022, 2024[6]
- 2014, 2015
- 2011, 2012, 2016

Mistrzostwo Azerbejdżanu:
- 2018
- 2017

Memoriał Agaty Mróz-Olszewskiej:
- 2018

Puchar Ukrainy:
- 2024[7]

## Sukcesy reprezentacyjne
Letnia Uniwersjada:
- 2015

Liga Europejska:
- 2017, 2023[8]